# PokéPark Wii: Pikachu's Adventure
PokéPark Wii: Pikachu's Adventure (ポケパークWii ～ピカチュウの大冒険～ PokePāku Wii Pikachū no Daibōken) là một trò chơi điện tử được chuyển thể từ Pokémon bởi Nintendo Wii.Trò chơi được phát hành vào ngày 5 tháng 12 năm 2009 ở Nhật Bản, vào ngày 9 tháng 7 năm 2010 ở châu Âu, 23 tháng 9 năm 2010 ở Australia và được phát hành vào ngày 1 tháng 11 năm 2010 ở Bắc Mỹ.

## Phát triển
Vào ngày 10 tháng 10 năm 2009, Nintendo tiết lộ trò chơi sẽ phát hành vào ngày 5 tháng 12 năm 2009 ở Nhật Bản. Vào ngày 27 tháng 5 năm 2010 được tiết lộ ở châu Âu được phát hành vào ngày 9 tháng 7 năm 2010. Nintendo revealed the game in America during E3 2010 and it was released on ngày 1 tháng 11 năm 2010.

## Phần tiếp theo
Vào ngày 12 tháng 9 năm 2011, phần tiếp theo PokéPark 2: Wonders Beyond được tiết lộ. Nó được phát hành vào ngày 12 tháng 11 năm 2011 ở Nhật Bản với tên gọi PokéPark 2: BW - Beyond the World. Nó được phát hành vào ngày 27 tháng 2 năm 2012 ở Bắc Mỹ và vào ngày 23 tháng 3 năm 2012 ở châu Âu.